# 14e régiment d'aviation de chasse de la Garde
Pour les articles homonymes, voir 14e régiment.
Le 14e régiment d'aviation de chasse de la Garde (en russe : 14-й гвардейский истребительный авиационный полк), de son nom complet le 14e régiment d'aviation de chasse de la Garde Leningradsky, ordres du Drapeau rouge en double et de Souvorov, nommé d'après A. A. Jdanov (en russe : 14-й гвардейский истребительный авиационный Ленинградский Краснознамённый, ордена Суворова полк имени А. А. Жданова, abrégé en russe : 14 гв. иап) est un régiment aérien des forces aérospatiales russes (n° d'unité 55711).
Le régiment fait partie de la 105e division d'aviation mixte de la Garde de la 6e armée aérienne du district militaire ouest, basé à l'aérodrome de Koursk-Vostotchni.

## Histoire
Au début de l'invasion russe de l'Ukraine, le régiment perd deux aéronefs : le Su-30SM RF-81771 le 13 mars 2022 et le Su-30SM RF-81773 le 15 mars 2022, tous deux abattus par la défense antiaérienne ukrainienne dans l'oblast de Kharkiv,.